# لینگ شائویو
لینگ «رین» شیایو یا شائویو(به چینی: 凌 晓雨) یکی از شخصیت‌های ساختگی مجموعه بازی‌های ویدئویی تکن شرکت باندای نامکو گیمز است. لینگ نام او و شیایو نام خانوادگی او است. او برای اولین بار در نسخه تکن ۳ در سال ۱۹۹۷ معرفی شد و در تمام نسخه‌های بعدی تکن که آخرینش تکن 8 حضور دارد.
شیایو در چین متولد و بزرگ شده‌است. او دانش‌آموز دبیرستان پلی‌تکنیک شرکت میشیما زایباتسو است. او در این دبیرستان، با افرادی همچون جین کازاما (همراه و معشوق) و میهارو هیرانو، هم شاگردی بوده‌است. همین‌طور در انیمیشن تکن: انتقام خون با اشخاصی مانند شین کامیا و آلیسا بسکونوویچ هم شاگردی و دوست بوده‌است. در تکن ۴، شیایو عاشق جین شد و آرزو داشت به او ملحق شود اما با درگیری‌های خاندان میشیما، مبارزه میشیما زایباتسو با (شرکت G) و ناپدید شدن جین بعد از کشتن آزازل این رؤیای شیایو تاکنون به واقعیت تبدیل نشده و او هرگز جین را ملاقات نکرده‌است اما لینگ امیدش را هرگز از دست نداده و به دنبال راهیست که جین را پیدا کند، در کنار او باشد و آرزویش را به واقعیت تبدیل سازد.

## سبک مبارزه

لینگ شیایو در تکن ۵

شیایو در میان سریع‌ترین شخصیت‌های تکن جای دارد و سبک مبارزه‌اش، هاک شو (باگوآژانگ) و هیکاکن است که شبیه مبارزه برخی از بستگانش مانند وانگ جینری (استادش) است و در زندگی واقعی، تسلط بر سبک مبارزه خود را یادگرفت و انعطاف‌پذیری (مثل هنر ققنوس، چنگال ققنوس، بال زدن، چیدمان جلو/عقب) داشت.

## تکن ۳ تا تکن ۷
شیایو در کشور چین متولد و بزرگ شده‌است او هنگامی که کودکی بیش نبود توسط وانگ جینری تحت تعلیم قرار گرفت و فنون رزمی را از او آموزش دید. شیایو در ۱۶ سالگی دوست داشت که یک پارک تفریحی در چین بسازد. حتی در سنین پایین هم او پارک تفریحی را دوست داشت. یک پارک تفریحی پر از رنگ شادی که نامش «سرزمین شیایو» باشد و مردم چنین از آن نهایت لذت را ببرند.
در حالی که در تعطیلات خود در هنگ کنگ همراه خانواده‌اش بود، متوجه شد که یک کشتی بادبانی ژاپنی با نام میشیما زایباتسو، از آن جا عبور می‌کند. او فهمید که خانواده میشیما زایباتسو بسیار قدرتمند و ثروتمند هستند و به دنبال کشتی رفت تا رؤیای ساخت یک پارک تفریحی در (چین) را، به واقعیت برساند. شیایو خانواده‌اش را ترک کرد و دنبال آن کشتی رفت.
شیایو به داخل کشتی رفت و با نیروهای امنیتی کشتی مبارزه کرد و همگی آن‌ها را شکست داد وقتی که با شخص هیهاچی میشیما روبرو شد او را تهدید به ضرب و شتم کرد. هیهاچی از این گفتار شیایو بسیار خوشش آمد و به او گفت که اگر در مسابقات تکن ۳ شرکت کنی و بتوانی قهرمان شوی، پول زیادی بدست می‌آوری و می‌توانی با آن پارک تفریحی خود را بسازی؛ بنابراین شیایو به این دلیل و برای این که پارک تفریحی خود را در (چین) بسازد از این ماجرا بسیار خشنود شد و پاندا را استخدام کرد تا به او مبارزه یاد بدهد و یاور او در تورنمنت ۳ باشد.
شیایو به کمک هیهاچی وارد (دبیرستان پلی تکنیک میشیما زایباتسو) شد و با افرادی همچون جین کازاما نوه هیهاچی و میهارو هیرانو آشنا شد. هیهاچی میشیما خود را بسیار در دل لینگ باز کرد و شیایو او را به چشم (پدربزرگ) نگاه می‌دید اما او که جوانی خام و بی‌تجربه بود در مسابقات تورنمنت سوم شکست خورد و نتوانست به هدفش برسد لیکن ناامید نشد و راه خود را در میشیما زایباتسو ادامه داد تا به آرزویش برسد.
دو سال از این اتفاق می‌گذرد تا این که شیایو ایمیلی را از یک شخص ناشناس دریافت می‌کند که در آن نوشته شده (هیهاچی قابل اعتماد نیست ؟) و یک خطر از جانب رئیس میشیما زایباتسو جان او را تهدید به مرگ می‌کند شیایو چندین بار بی‌درنگ به آن شخص ناشناس تماس می‌گیرد اما پاسخی دریافت نمی‌کند. بعد از گذشتن از سؤال‌ها و تحقیق‌ها متوجه می‌شود که این ایمیل از طرف جین کازاما است که در تورنمنت قبلی به طرز مشکوکی ناپدید شده‌است. در همین حال مسابقات تورنمنت چهارم به صدا در می‌آید. شیایو که اکنون عاشق جین است امیدوار است که او را در مسابقات تکن ۴ ملاقات کند و نقاب شرارت را از هیهاچی میشیما بردارد شیایو بالاخره با جین دیدار می‌کند اما جین دوباره به او تذکر می‌دهد که زندگیش در خطر است و هیهاچی به دنبال توست تا تو را نابود سازد. شیایو با کمک یوشیمیتسو توانست از دست هیهاچی بگریزد و همه چیز را در مورد شرارت‌های (خاندان میشیما) و این که هیهاچی میشیما تنها پسر خردسال خودش کازویا میشیما را از سخره به پایین پرت می‌کند و از جین به عنوان یک طعمه در برابر اوگر استفاده می‌کند از زبان یوشیمیتسو می‌شنود اشک در چشمان شیایو جاری می‌شود و او آرزو می‌کند که ای کاش قدرت این را داشتم تا شرارت‌های خانواده میشیما را پاک می‌کردم این سخنان به گوش دانشمندی می‌رسد و او در عوض مقداری پول ماشین زمانی تهیه می‌کند تا شیایو خواسته اش را به واقعیت برساند اما شیایو که آه در بساط نداشت وارد تورنمنت تکن ۵ می‌شود تا با گرفتن جایزه بتواند پول درخواستی دانشمند را تهیه کند ولی پس از خبر کشته شدن هیهاچی میشیما شیایو از این کار ناامید می‌شود و به مسابقه ادامه نمی‌دهد ولی پس از خبر زنده بودن هیهاچی شیایو نفس راحتی می‌کشد. جین اکنون رئیس جدید میشیما زایباتسو شده‌است و تصمیم به قتل هیهاچی را دارد شیایو به پیش جین می‌رود تا او را از این کار منصرف سازد اما با تدابیر امنیتی شدیدی که جین برقرار کرده دستیابی و ملاقات با او غیرممکن است او که خبر تورنمنت تکن ۶ را می‌شنود این را یک فرصت رؤیایی می‌شمارد تا هم جین را از کشتن هیهاچی منصرف کند و هم بتواند (روح شیطانی) را از وجودش محو سازد. جین که علیه دنیا اقدام جنگ کرده با کشتن (آزازل) به‌طور ناگهانی ناپدید می‌شود شیایو نیز برای پیدا کردن اطلاعات در مورد ناپدید شدن او به (ساختمان بزرگ میشیما زایباتسو) نفوذ می‌کند وی با پیش روی خود متوجه صدای هیهاچی که دوباره قدرت میشیما زایباتسو را در دست گرفته و زنگ صدای تورنمنت تکن ۷ را به صدا درآورده می‌شنود که در حال دستور دادن به نگهبان در مورد محل جین کازاما است. زمانی که شیایو در حال دزدکی گوش دادن به صحبت‌های هیهاچی را دارد، شخص ناشناس (سفید پوشی) مانع وی می‌شود و پس از مدتی سکوت او شیایو را به پشت بام هدایت می‌کند و در آنجا [مبارزه] ای با او به ترتیب می‌دهد. این شخص سردسته گروهی از جن گیر هاست که به صورت مخفیانه سال هاست در اروپا فعالیت می‌کنند. (کلودیو سرافینو) ماهرترین جن گیر این فرقه به حساب می‌آید. بعد از شکست کلودیو از لینگ، شیایو درخواست می‌کند تا او را به پیش جین ببرد ولی کلودیو می‌خواست نگهبانان را صدا بزند، در انتها کلودیو مجبور شد تا بگذارد شیایو فرار کند و در آرزوی این است که روزی بتواند با لینگ مبارزه کند. شیایو لینگ اکنون تنها دغدغه اش یافتن (همکلاسی و معشوق) جین کازاما است.